# Vertigo (companyia de dansa)
Vertigo (en hebreu: להקת המחול ורטיגו) és una companyia de dansa contemporània israeliana. Fou establerta per Noa Wertheim i Adi Shaal a Jerusalem l'any 1992.
La primera actuació de la companyia va ser un duet amb Wertheim i Shaal anomenat "Vertigo". Després de les actuacions del grup en diversos festivals a Israel i al voltant del Mon, Vertigo ha rebut reconeixement, crítiques positives, i diversos premis de professionals i de l'audiència internacional i local. El grup principalment presenta obres de Wertheim, però també mostra peces de coreògrafs independents de dins i de fora de la companyia. Els seus estudis estan en el Centre Gerard Behar de Jerusalem i en el Quibuts Netiv Halamed-Heh, on fou establert un poblat ecològic artístic l'any 2007. Vertigo principalment es concentra en la dansa moderna, el contacte, la improvisació i la tècnica del ballet clàssic. La companyia és finançada per l'ajuntament de Jerusalem i per la divisió de dansa moderna del Ministeri de Cultura i Esports israelià. Els fundadors de la companyia "Vertigo", Wertheim i Shaal serveixen com a director en cap i director artístic. Wertheim va néixer a l'any 1965 en els Estats Units. En l'any 1990, Noa es va graduar en l'Acadèmia Rubin de música i dansa de Jerusalem, mentre estudiava en l'acadèmia, va esdevenir membre del grup de dansa moderna "Tamar", on va conèixer en Shaal. L'experiència d'Adi Shaal en el món de la dansa inclou haver estat membre del conjunt Batsheva Ensemble i del taller de dansa del Quibuts. Wertheim i Shaal més endavant van contraure matrimoni i van tenir tres fills.